# ولدي (فلم 1949)
ولدي هو فيلم مصري أُنتج عام 1949.

## قصة الفيلم
توفيق تاجرٌ مثقف. حوّل محلّه إلى مدرسة يحقق فيها مبادئ المثل العليا، وجعل موظفيه طلبة يدرسون لديه. يتمنى أن يكون له ولد، ويُرزق بولدٍ ويفرحُ به.
لكن توفيق يهمل تربية ابنه، مما أدّى بالابن لارتكاب الأخطاء، والتمادي فيها، لدرج أنه تسبب في إدخال شخصٍ بريءٍ السجن. ثم تقوم عصابة بخطف الابن لعدة سنوات.

## وصلات خارجية
- مقالات تستعمل روابط فنية بلا صلة مع ويكي بيانات
- ولدي على موقع الدهليز
- ولدي على موقع كاروهات